# レイヤ3スイッチ
レイヤ3スイッチ（L3スイッチ）は、コンピュータネットワークで、ルーターとスイッチングハブの機能を併せ持つ機器。LANの中核を構成する事例が多く、その場合はコアスイッチとも称する。「レイヤ3」はOSI参照モデルで第3層にあたるネットワーク層のデータ転送処理を担うことに由来する。
VLAN対応のL2スイッチにルータ機能を組み込んだ装置が、L3スイッチとして解説される事例も見られる。

## 動作方式
L3スイッチはL2スイッチ（スイッチングハブ）から派生したもので、処理ロジックはルーターよりもL2スイッチに近似する。一部の動作モードを除き、L2スイッチはEthernetフレームのヘッダのみをスキャンしてMACアドレスを元にMACテーブルを作成し、フレームをフォワードする。L3スイッチはおもにFDB (Forwarding DataBase) テーブルで3層とMACおよび物理ポート番号を統合して管理する。

## FDB(Forwarding DataBase)
通常のL3機器は経路情報とARP情報を各々のテーブルで管理するが、L3スイッチはFDBにより経路情報とARP情報を一元管理する。概略例を下記。
- ルータの経路情報

```
宛先ネット　マスク　     次ノード
10.0.0.0   255.0.0.0　  192.168.0.1
172.16.0.0 255.255.0.0　192.168.0.2
0.0.0.0　  0.0.0.0　    192.168.0.3
```

- ルータのARP情報

```
IPアドレス　  MACアドレス　       インターフェース
192.168.0.1　00:00:C0:11:11:11　FastEthernet0/0
192.168.0.2　00:00:C0:22:22:22　FastEthernet0/1
192.168.0.3　FF:FF:FF:FF:FF:FF　Serial0/0
```

- L3スイッチのFDB

```
宛先ネット　マスク       次ノード      MACアドレス      ポート
10.0.0.0　 255.0.0.0    192.168.0.1　00:00:C0:11:11:11　1
172.16.0.0 255.255.0.0　192.168.0.2　00:00:C0:22:22:22　9
0.0.0.0　  0.0.0.0      192.168.0.3　00:00:C0:33:33:33　17
```

ルータの場合は、1.受信フレーム内のIPヘッダから送信先のIPアドレスを抽出した後、2.経路情報を参照して次ノードを決定し、3.ARP情報を参照して送出インターフェースの決定とフレームヘッダのMACの書き換えをおこなう。
L3スイッチでは、1.受信フレーム内のIPヘッダから送信先のIPアドレスを抽出した後、2.FDBを参照して送出ポートの決定とフレームヘッダのMACの書き換えを行う。
上記1手順の差異、高速なASIC、速いメモリの組み合わせで、高速なルーティングを可能にしている。

## 主なL3スイッチ製品とベンダ
- OmniSwitch, Ethernet Service Switch, Series / アルカテル・ルーセント
- CentreCOM Series / アライドテレシス
- AX Series / アラクサラネットワークス
- 7130シリーズ、vEoS / Arista Networks
- Avaya , Ethernet Routing Switch Series / 日本アバイア
- Catalyst Series / シスコシステムズ
- BlackDiamond, Alpine, Summit Series / エクストリーム・ネットワークス
- TeraScale, EtherScale Series / フォーステンネットワークス
- BigIron, FastIron Series / ファウンドリーネットワークス
- SR-S Series / 富士通
- GS Series / 日立製作所
- Apresia Series / 日立電線
- HP A Series, E Series, ProCurve / ヒューレット・パッカード
- Aruba CX / ヒューレット・パッカード・エンタープライズ (旧 Aruba networks)
- M4250 シリーズ / NETGEAR
- Passport Series / ノーテルネットワークス
- EX Series / ジュニパーネットワークス